# Aspromonte
Az Aspromonte hegység Olaszország déli részén, Calabria régióban. Nevének jelentése savanyú föld, ami arra utal, hogy alkalmatlan mezőgazdasági felhasználásra. A hegység a Messinai-szorostól a Petrace folyóig tart. Északon a Tirrén-tenger határolja, délen pedig a Jón-tenger. A hegység a Calabriai-Appenninek vonulatának része. Főleg devoni gnájszok és csillámpalák építik fel. A hegység területe az Aspromonte Nemzeti Parkhoz tartozik.
Történelmi jelentősége, hogy 1862. augusztus 29-én a Róma felé vonuló Giuseppe Garibaldi és katonái az aspromontei csatában vereséget szenvedtek  III. Napóleon francia csapataitól.

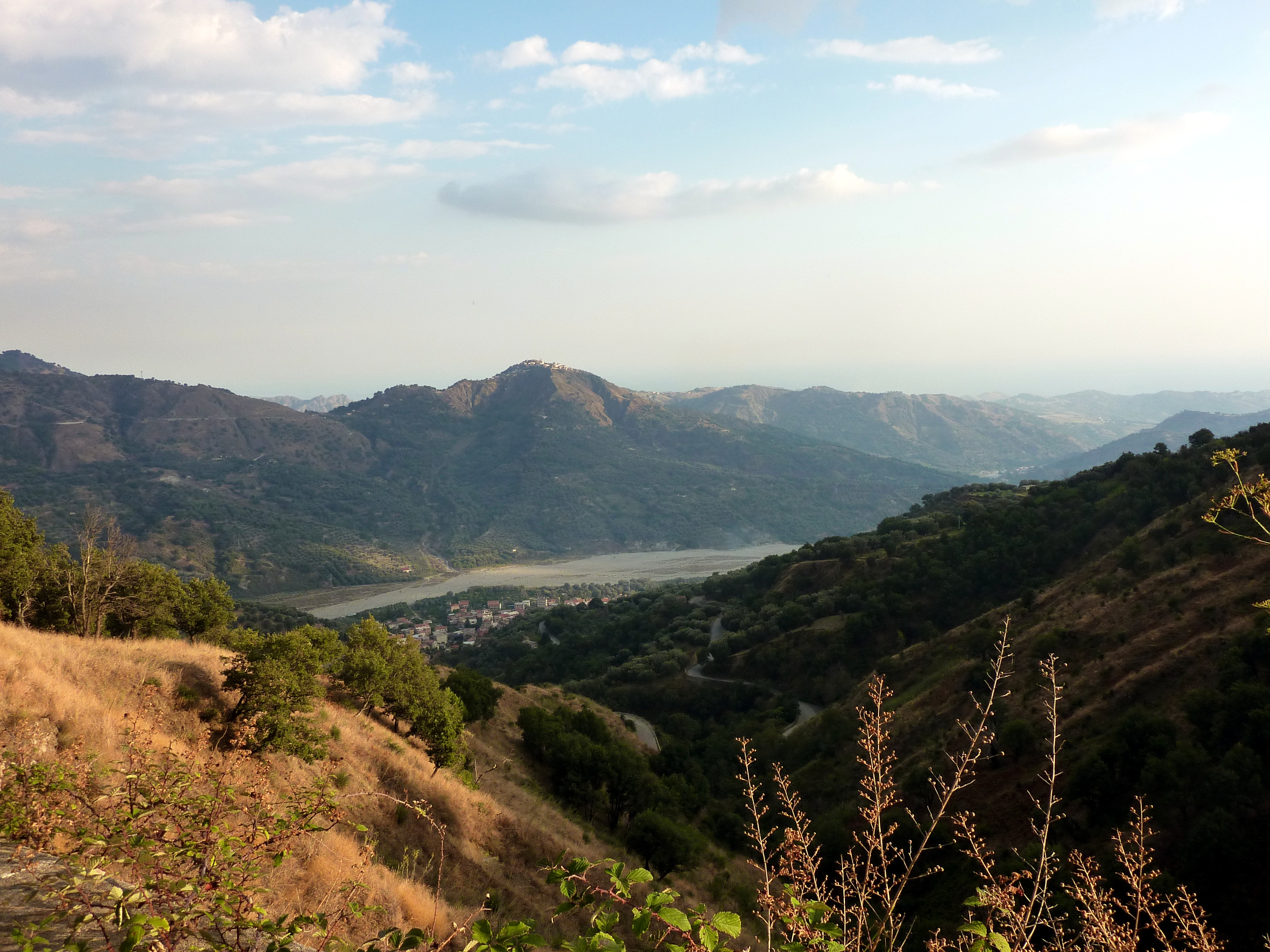
Az Aspromonte déli része, a kép közepén Bagaladi falu látszik
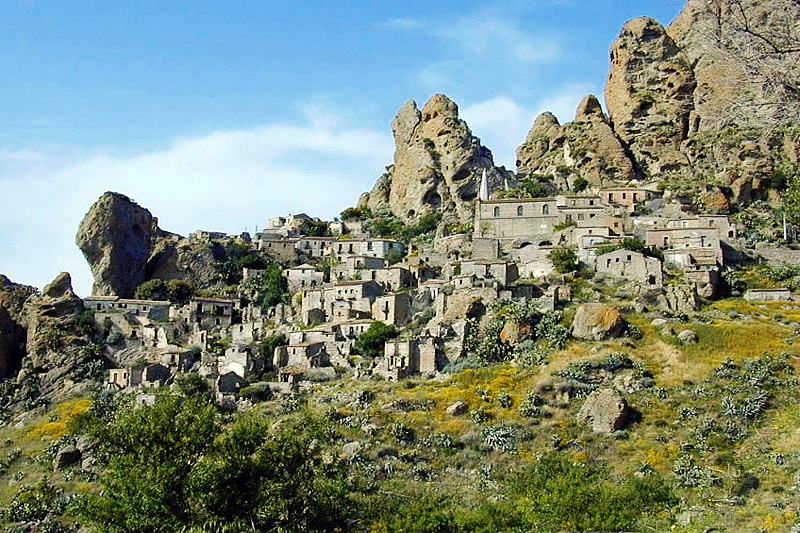
Pentedattilo elhagyott falucska a hegység délnyugati részében